# Помештак
Помештак је ненасељено острвце у хрватском делу Јадранског мора. Налази се испред насеља Помена (на западном рубу острва Мљета), од којег је удаљен 300 метара. 
Његова површина је 0,234 км². Дужина обалске линије износи 2,67 км. Највиши врх острвца је висок 45 метара.
На Помештаку постоји нудистичка плажа.